# 하메드 바흐다티 나사브
하메드 바흐다티 나사브 (Hamed vahdati Nasab, 1974년 ~ )은 활동가이자 성정치학 이론으로 알려진 미국의 문화 인류학자이다.저는 1974년 테헤란에서 태어났다. 저는 생물학(동물학)에서 학사 및 석사 학위를 받았고 2000년에 Donald Johanson 교수와 Geoff Clark 교수의 지도하에 Arizona State University에서 교육을 시작했다. 박사 학위를 받았다. 2006년에 네안데르탈인의 얼굴 형태학에 대해 연구하다가 알버타 대학으로 옮겨가 고대 DNA 분석을 하는 박사 후 연구원에서 바이칼 고고학 프로젝트에 참여했다. 나중에 나는 옥스퍼드 대학교에서 소금 인간 프로젝트의 생물 고고학에 관한 또 다른 Postdoc 직위를 수행했다. 2007년부터 저는 Tarbiat Modares University의 고고학과에서 일하고 있다.